# Castillo Usen
El castillo Usen, también conocido como castillo de Usen, es un edificio histórico ubicado en 415 South Street, en Waltham (Massachusetts), Estados Unidos. La estructura de estilo medieval, construida al estilo de un castillo normando en 1928, se encuentra en el campus de la Universidad Brandeis, donde sirvió como dormitorio hasta 2017. El edificio, cuyo diseño es único en el campus o en el ciudad, fue incluido en el Registro Nacional de Lugares Históricos en 1979.

## Historia
El castillo Usen está ubicado en lo alto de Boston Rock, uno de los puntos más altos del campus de Brandeis. Consiste en una serie de seis secciones, conectadas para formar un patio cerrado. Su exterior, aparentemente inspirado en el castillo de Lismore en Irlanda, presenta una amplia variedad de torreones, torres, almenas y pináculos. Se utilizó una variedad de materiales inusuales en su construcción, incluido el concreto coloreado e incrustaciones de cerámica. El interior conserva las características góticas, lo que brinda a los usuarios residenciales estudiantiles actuales una sensación distintiva que no se encuentra en otras residencias del campus.
El castillo fue construido en 1928 por el doctor John Hall Smith, fundador de la facultad de Medicina y Cirugía de la Universidad de Middlesex, en cuyo campus permaneció hasta que la escuela cerró en 1945. El campus y la escuela fueron adquiridos por los fundadores de Brandeis. Inicialmente el edificio albergaba oficinas administrativas, así como un dormitorio y un comedor, pero fue modificado para uso exclusivamente residencial en la década de 1950. Es una de las estructuras que aún permanece en el campus y presenta un marcado contraste con los edificios modernos ubicados dentro del recinto universitario.
En el verano de 2017, después de que gran parte del edificio fuera declarado inseguro por la ciudad de Waltham, la Universidad demolió las torres del castillo C, D y E, y el castillo Schwartz para dar paso a la nueva residencia Skyline. Las torres del castillo A y B permanecieron como residencias de estudiantes hasta el final del semestre de otoño de 2016.